# Roland Carreño
Pour les articles homonymes, voir Carreño (homonymie).
Roland Carreño est un journaliste et homme politique vénézuélien.

## Biographie
Il est arrêté en octobre 2020, jugé en juillet 2022 et libéré en octobre 2023.
Il est de nouveau arrêté lors des manifestations de 2024 au Venezuela.